# Ricardo Basbaum
Ricardo Basbaum (* 1961 in São Paulo, Brasilien) ist ein brasilianischer Künstler und Autor, der in Rio de Janeiro lebt. Mit der sozialen Skulptur Would you like to participate in an artistic experience ? begleitet er den Vorlauf zur documenta 12.

## Biographie
Nach einem Studium (BA) in Biologie an der Universidade Federal do Rio de Janeiro (1979–1982) diplomierte er ebenfalls in Rio an der PUC in Geschichte brasilianischer Kunst und Architektur (1985–1987). Es folgten Aufbaustudien (MA) in bildender Kunst am Goldsmiths College der University of London (1993–1994) und in Kommunikation und Kultur an der Universidade Federal do Rio de Janeiro (1991–1996). Zahlreiche Ausstellungen vorwiegend in Brasilien, aber auch in Lateinamerika und Europa. Er ist Mitherausgeber (zusammen mit Eduardo Coimbra) des in Rio de Janeiro erscheinenden Kunstmagazins item sowie von Arte Contemporean Brasileira. Als Dozent für Kunsttheorie und Kunstgeschichte ist er am Instituto de Artes der Universidade do Estado do Rio de Janeiro tätig.